# Pilum murale

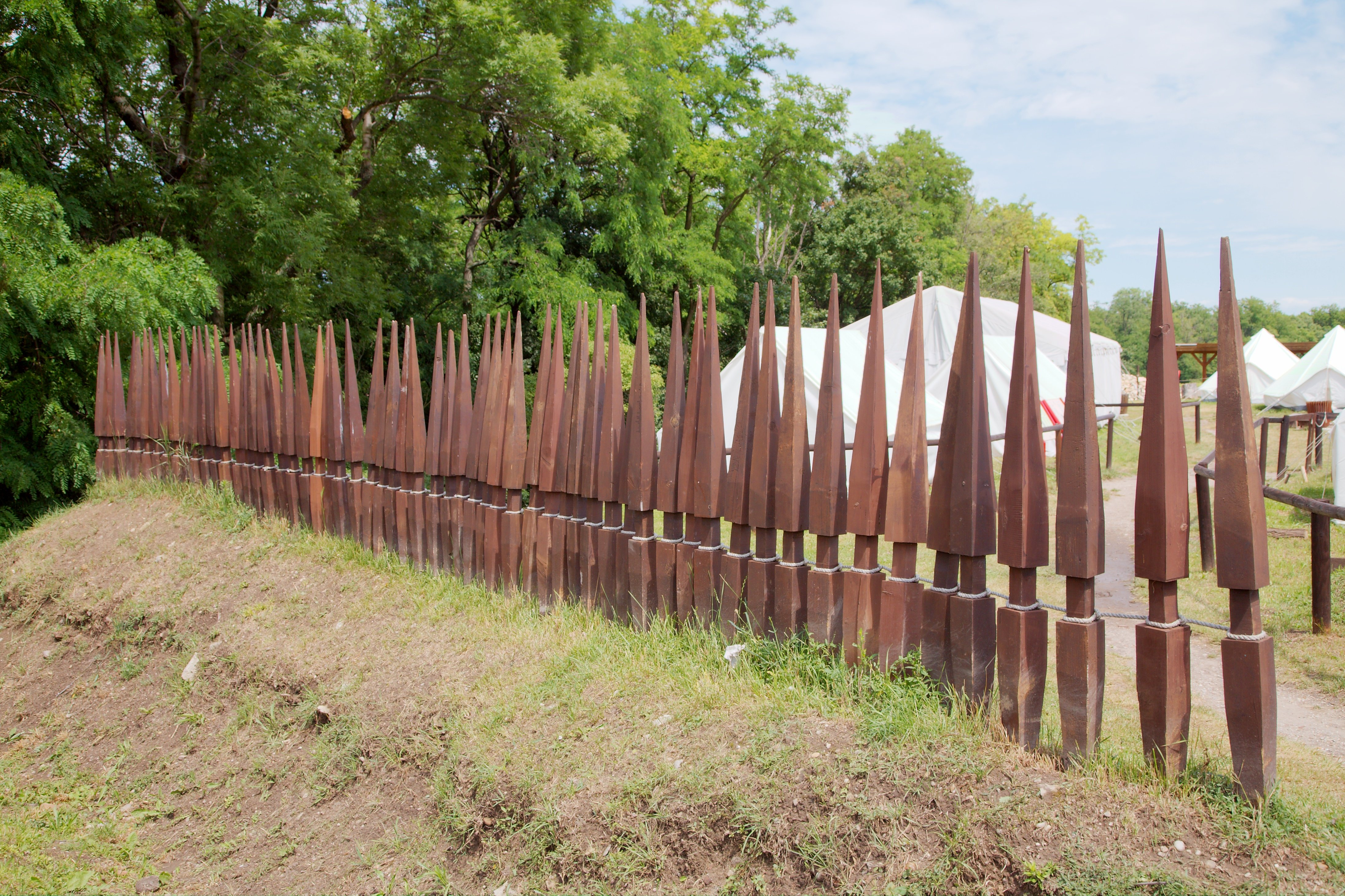
Nachbau eines Lagerwallabschnittes in Carnuntum

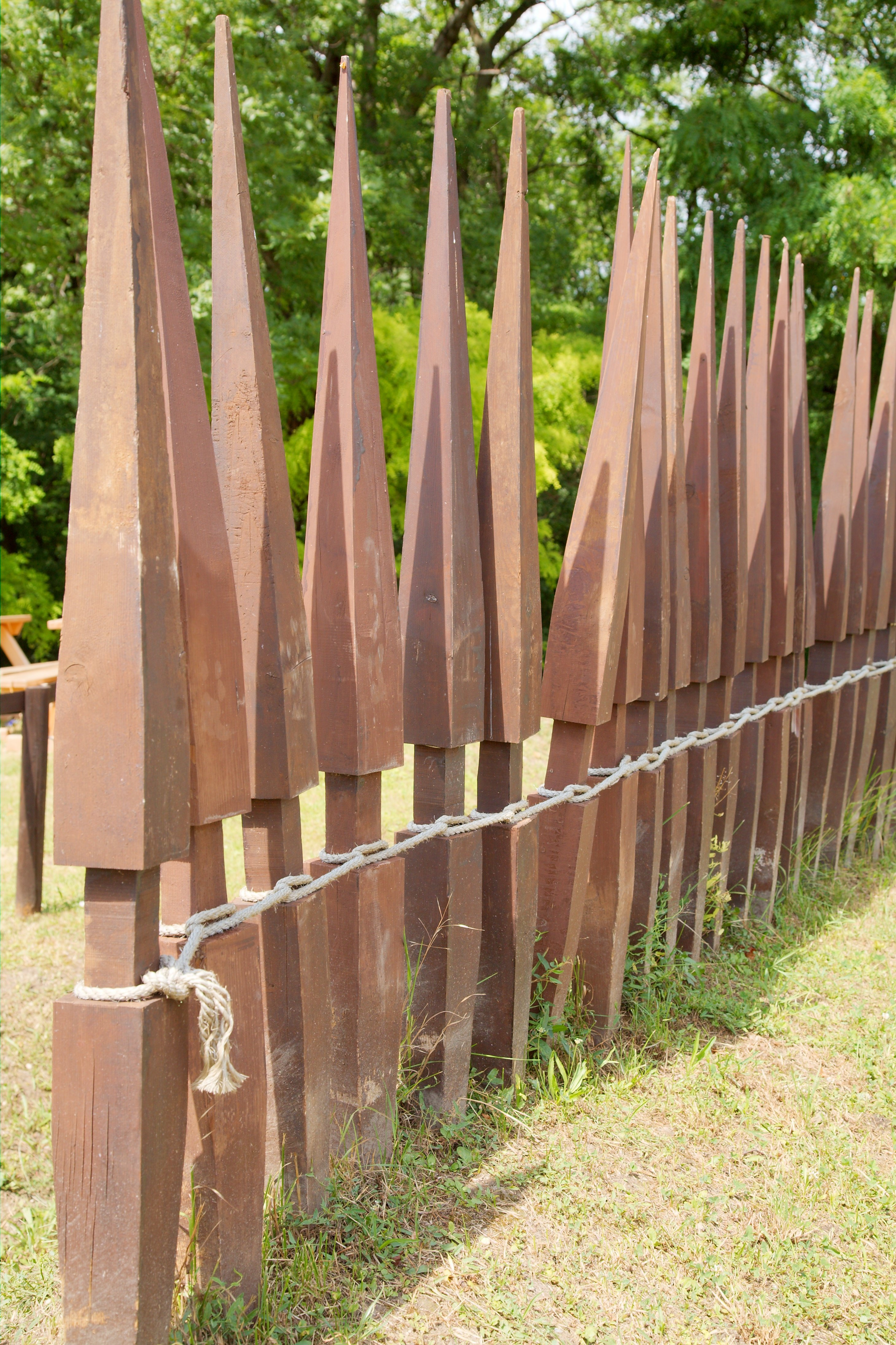
Idealisiert nachgebaute Reihe von pila muralia. In Wirklichkeit waren die Pfähle innerhalb einer Einheit wohl nicht so einheitlich wie hier dargestellt

Das Pilum murale (Plural pila muralia, dt. Mauerspeer) ist ein in der römischen Armee verwendeter hölzerner Mehrzweckgegenstand, der als Schanzpfahl und Annäherungshindernis beim Feldlagerbau der Legion verwendet wurde.

## Beschreibung
Das pilum murale wurde aus 150 bis 190 Zentimeter langen, im Querschnitt meist quadratischen Eichenbalken hergestellt. Diese Balken wurden von ihrer Mitte ausgehend zu beiden Enden hin angespitzt. Anschließend erhielten sie in ihrer Mitte eine hand- bis überhandbreite Aussparung, die ein Mann umfassen konnte. Bei einigen aufgefundenen Stücken ist diese Aussparung auch nicht ganz in der Mitte zu finden. Der Durchmesser verschiedener pila muralia, auch aus einheitlichen Fundzusammenhängen, wie beim Ostkastell Welzheim, schwankt gewaltig. Vielfach waren die aufgefundenen pila muralia mit den Nummern und Abkürzungen ihrer Einheit versehen.

## Gebrauch als Waffe
Das pilum murale wird von verschiedenen römischen Autoren, insbesondere Caesar (100–44 v. Chr.), explizit als besonders durchschlagendes Wurfgeschoss erwähnt, das von den Mauern auf die Feinde herabgeschleudert worden ist. Versuche, die der Experimentalarchäologe Marcus Junkelmann bereits in den 1980er Jahren durchführte, zeigten, dass mit einem 1,70 m langen, 2,45 kg schweren und maximal 8,5 cm durchmessenden pilum murale in der Ebene Reichweiten von höchstens 12 m erzielt werden konnten. Er stellte zudem fest, dass das Geschoss die Tendenz hatte, sich im Flug querzulegen. Die günstigsten Eigenschaften zeigte der Mauerspeer, wenn er von erhöhter Stellung nach schräg unten geworfen wurde. So hatten die antiken Autoren seine Einsatzweise auch beschrieben.
Junkelmann ging aufgrund der technischen Ausführung des Gegenstandes jedoch davon aus, dass der Einsatz als Waffe nicht primär gewesen sein kann, da das pilum murale hierfür nicht optimal, sondern eher plump und unhandlich ausgeformt gewesen ist. Diese Meinung hat sich heute in der Fachwelt durchgesetzt.

## Gebrauch als Schanzpfosten und Annäherungshindernis
Der Schanzpfahl wurde in der römischen Armee vallus genannt und wird ebenfalls von einigen römischen Schriftstellern erwähnt. Diese valli gaben dem Soldaten die Möglichkeit, jederzeit und überall schnell errichtete Feldlager zu improvisieren, ohne vorher Bäume fällen zu müssen, diese heranzutransportieren und Pfähle daraus zu schlagen. Nach einem langen, beschwerlichen Marschtag wäre eine solche viele Stunden dauernde Tätigkeit für ein nur eine Nacht oder kurzfristig belegtes Lager auch militärisch unsinnig gewesen, speziell wenn sich die Truppe im Feindesland befand. Ein weiterer Vorteil, das eigene Schanzmaterial mitzuführen, war, dass die Soldaten unabhängig vom Holzaufkommen der jeweiligen Region operieren konnten. Junkelmann identifizierte die pila muralia mit den Schanzpfählen und schlug vor, die Mauerspeere lieber valli zu nennen.
Wie Dieter Planck – leitender Archäologe der von 1976 bis 1981 dauernden Ausgrabungen am Ostkastell Welzheim – feststellte, konnten die pila muralia auch als Annäherungshindernisse in der Art spanischer Reiter eingesetzt werden. Die von Junkelmann durchgeführten Versuche zeigten, dass drei jeweils schräg in den Boden gerammte und an ihren Einkerbungen mit Seilen verbundene Pflöcke ein in wenigen Minuten errichtetes wirksames Hindernis gegen anreitende Kavallerie und geschlossen anmarschierendes Fußvolk gewesen sind.
Bei ihrem Einsatz als Schanzpfähle wurden die pila muralia mit beiden Händen senkrecht von oben in den zum Wall aufgeworfenen Aushub des Grabens eines Marschlagers gestoßen. Die so gebildete Pflockreihe wurde an ihren verjüngten Mittelteilen durch Seile verbunden und bildeten so eine zusammenhängende Palisade, die dem Gegner das Eindringen in ein Nachtlager erschwerte.
Die Forschung geht davon aus, dass für jeden Soldaten zwei Pfähle auf dem Maultier eines Contuberniums, der kleinsten Einheit in der römischen Armee, mitgeführt worden sind.

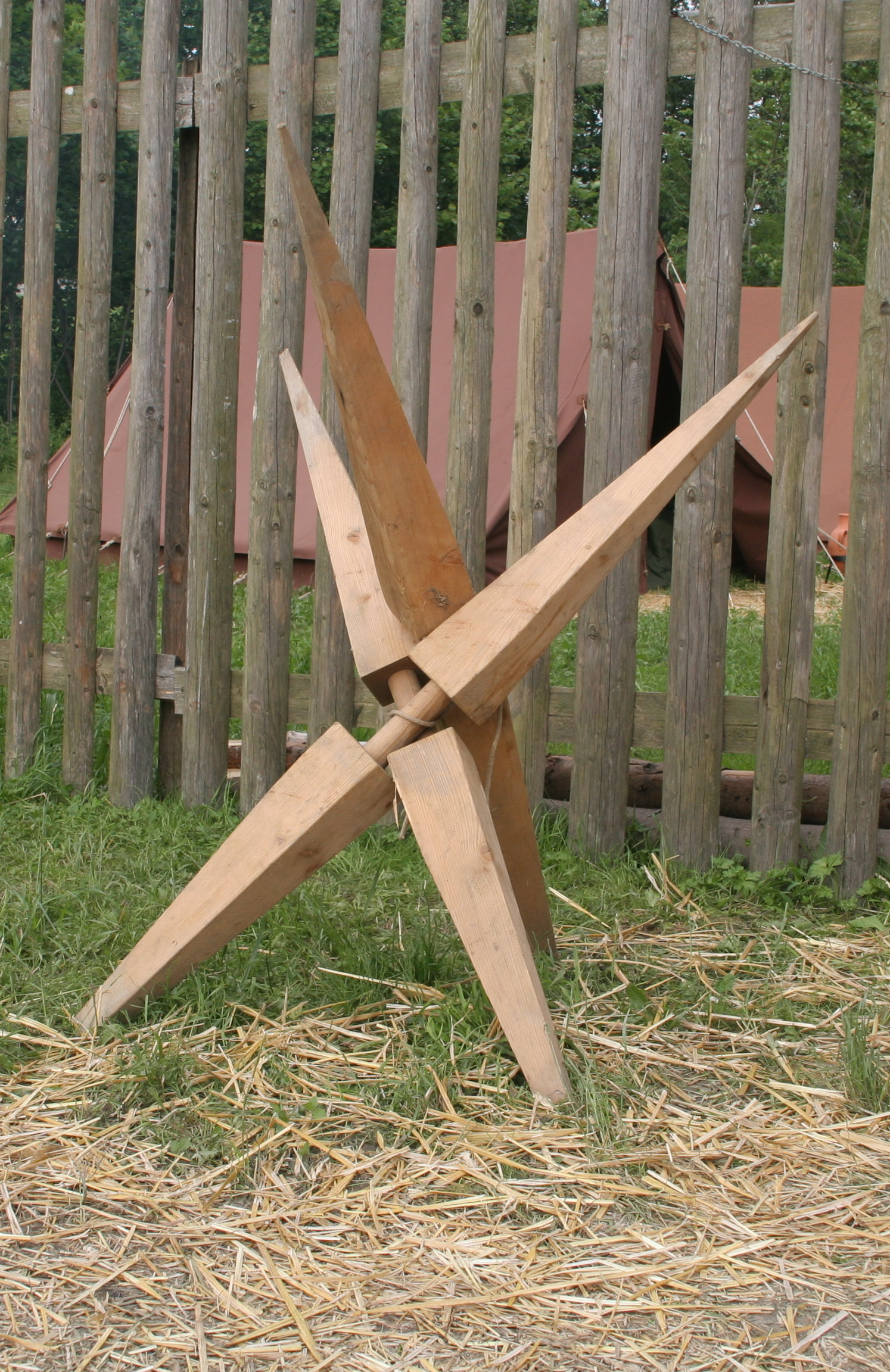
Spanischer Reiter
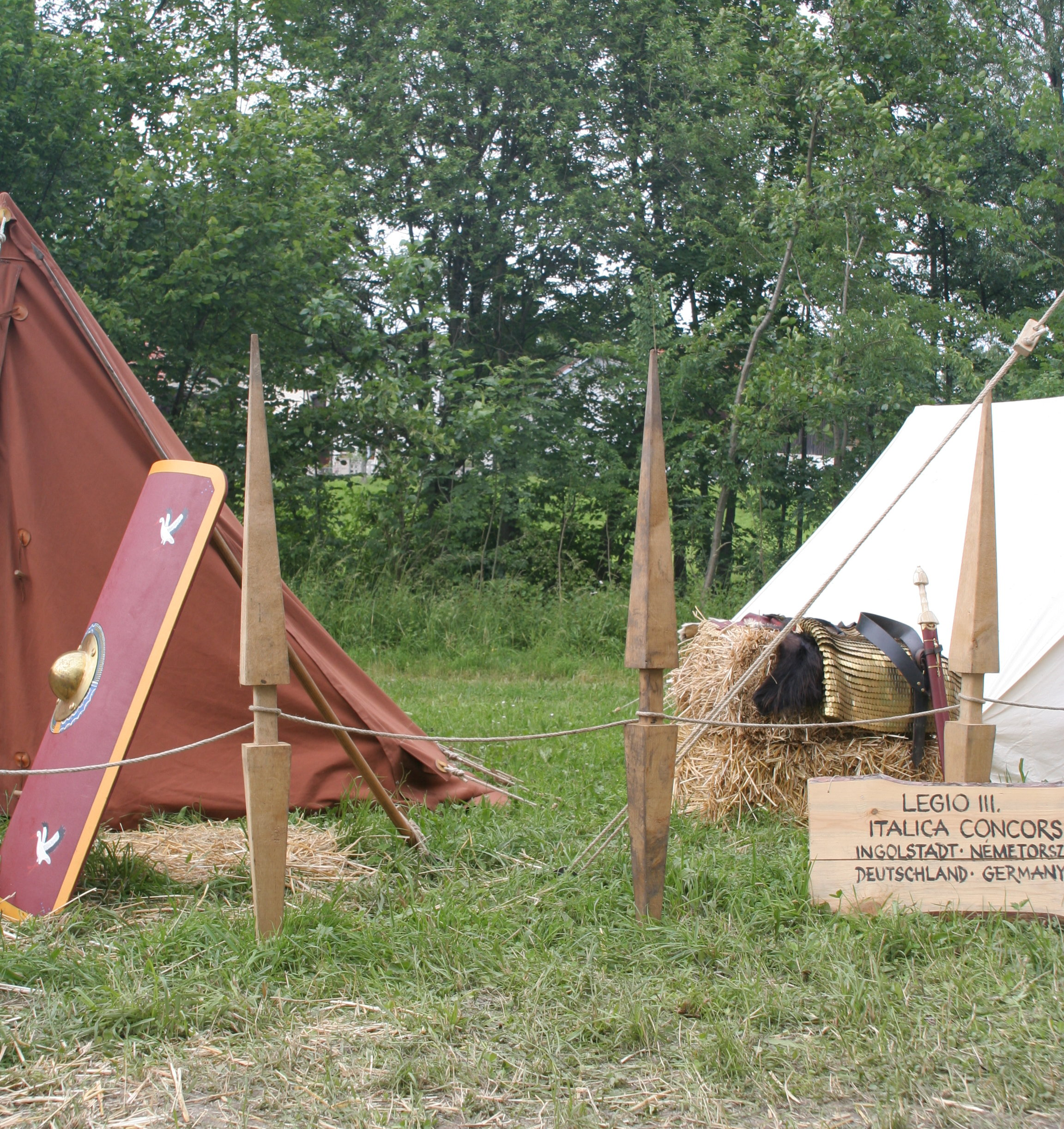